# Vivattnet (naturreservat)
Vivattnet är ett naturreservat i Storumans kommun och Vilhelmina kommun i Västerbottens län.
Området är naturskyddat sedan 2018 och är 1 119 hektar stort. Reservatet omfattar våtområden omkring sjön Vivattnet. Skogsdelen består av granskog.